# サン＝レミ＝ド＝プロヴァンス小郡

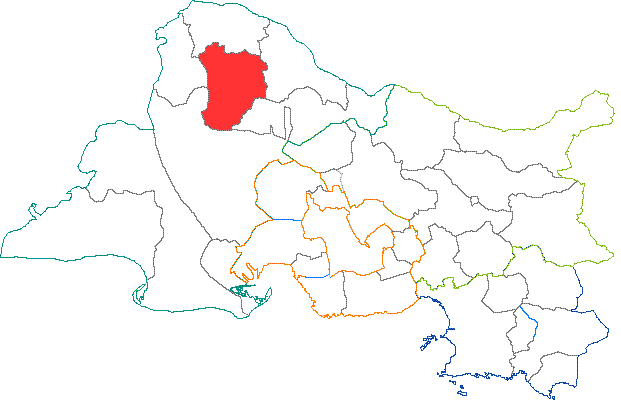
県内でのカントンの位置

サン＝レミ＝ド＝プロヴァンス小郡(Canton de Saint-Rémy-de-Provence)は、フランスのプロヴァンス＝アルプ＝コート・ダジュール地域圏ブーシュ＝デュ＝ローヌ県アルル郡の9つある小郡（カントン）のひとつである。小郡全体の人口は15255人。
2014年の小郡改編の後に廃止され、シャトールナール小郡とサロン＝ド＝プロヴァンス1小郡に分割された。

## 小郡の構成
この小郡は以下の市町村(コミューン)を含んでいる。
- レ・ボー・ド・プロヴァンス
- マイヤーヌ
- モサーヌ＝レ＝ザルピーユ(fr:Maussane-les-Alpilles)
- パラドゥー
- サン＝レミ＝ド＝プロヴァンス